# Philippe Ouédraogo
Philippe Ouédraogo (nascut el 15 de juliol del 1942, Diapaga, província de Tapoa) és un polític Burkinabès i el líder del Partit Africà per a la Independència (Burkina Faso) (PAI). Ouédraogo va ser Ministre d'Equip i Telecomunicacions en el primer govern de Thomas Sankara 1983-1984. Llavors va representar el llavors front de masses del PAI, la LIPAD. Ouédraogo va continuar jugant un important rol fins i tot després del trencament entre la LIPAD i Sankara, i va ser nomenat cap d'enginyers de mineria.
Corrent com a candidat presidencial del Partit per la Democràcia i el Socialisme (el partit electoral del PAI d'Ouédraogo) a les eleccions del 13 de novembre del 2005, Ouédraogo va quedar 4t d'entre els 13 candidats, rebent el 2,28% dels vots.